# Hrvatsko narodno kazalište u Subotici
Djelovalo je u klasicističkoj zgradi Ivana Skultetija iz 1845. godine.
Hrvatsko narodno kazalište u Subotici, utemeljeno je odlukom Predsjedništva Narodne skupštine AP Vojvodine 19. rujna 1945. godine, kada je za ravnatelja postavljen Lajčo Lendvai. Od siječnja 1951. godine, odlukom vlasti, ovo se Hrvatsko narodno kazalište spaja sa subotičkim Magyar Népszinházom, kada nastaje subotičko Narodno pozorište-Népszinház, s dvjema dramama - Hrvatskom i Mađarskom. Tom odlukom uklonjeni su hrvatski jezik i hrvatsko ime iz službenog naziva ove institucije kulture tada konstitutivnog hrvatskog naroda u Vojvodini. Istodobno, tom je prigodom, osnovana tzv. Muzička grana koja će ubrzo prerasti u subotičku Operu s baletom, ali će ponovno neshvatljivom odlukom vlasti prestati s radom već nakon tri i pol sezone, premda je za to kratko vrijeme izvedena čak 21 operna i baletna premijera, što je naišlo na izvanredan prijem publike i stručne kritike! Uslijedit će potom ukidanje Hrvatske drame nakon što je 1958. godine preimenovana u Dramu na srpsko-hrvatskom jeziku, a do danas je od nje preostala samo Drama na srpskom jeziku. 

## Povijest
Prve kazališne predstave u Subotici održane su 1747. godine - prema istraživanju prof. dr. Alojza Ujesa i navodima Ivanke Rackov - upravo na hrvatskom jeziku, također i na latinskom jeziku u subotičkoj Gramatikalnoj školi koju su na zahtjev gradskog pročelništva pokrenuli franjevci, a István Iványi pisac do sada najpotpunije gradske povjesnice zabilježio je i naveo dio repertoara školske kazališne družine od 1767. do 1774. godine. Ona zacijelo djeluje i prije 1767. godine o čemu svjedoči i zapisnik sa sjednice Magistrata datiran 4. ožujka 1763. godine u kojem je pod točkom četvrtom, zaključeno: «Potrebno je udovoljiti zamolbi profesora franjevaca te je odlučeno da se izvrši farbanje škole i popravak kvara kazališta drvima i daskama.» Kazalište, dakle, postoji i ono je djelujuće jer ga je trebalo popravljati.
A na čemu su se temeljile prve predstave? Kako navodi Milovan Miković: «Na svemu onome što obuhvaćamo terminom folklornog kazališta, koje je u Hrvata bilo veoma razvijeno, a tragove kojega i danas možemo prepoznati u proljetnim ophodima, fašniku, maškarama, bubušarima, zvončarima i tatima, pokladnim prikazima i mnogim drugim narodnim igrama što su usklađene prema narodnim običajima i životnom ciklusu kroz godinu. I unatoč tomu što su ova uprizorenja, na prvi pogled folklorno predstavljanje, ona sadrže u sebi ne samo prikaz običajnih zbivanja nego i svojevrsnu glumu 'niskog intenziteta' iz koje na mah izbija i stanovita dramatska snaga». I dodaje: «Profesionalne putujuće družine, njemački komedijaši, kako su ih nazivali, ovdje su nastupiti po prvi put oko 1760. godine, pred publikom koju su zacijelo sačinjavali članovi najuglednijih gradskih obitelji i austrijski časnički kor, a prvi pismeni trag imamo o družini Jozefa Schwertenberga, koja se 1780. godine pojavila u našem gradu, po svemu sudeći nakon gostovanja u Osijeku. Pripreme za gradnju kazališne zgrade u Subotici započinju 1847. godine, ali su zbog mađarske revolucije privremeno prekinute, te je ona podignuta 1854. godine». 
Na kakvim je, zapravo, nasadima niklo Hrvatsko narodno kazalište u Subotici? «Nakon oslobođenja Subotice (listopada 1944.) osnovan je Pozorišni odsjek, na čije čelo je postavljen Lajčo Lendvai, koji uskoro pored domaćih snaga angažira glumce i redatelje iz Zagreba, kada članovi subotičkog HNK postaju: Branko Špoljar, Ante i Mariela Kraljević, Ivona Petri, Jelka Šokčević, kasnije Asić, Milan Asić, zatim Dražen Grünvald, Dubravka Deželić, Veronika Careva i scenograf Berislav Deželić te nekoliko vrsnih scenskih tehničkih radnika. U to vrijeme popularna predstava u Zagrebu bila je 'Matija Gubec' s glasovitim Emilom Kutijarom, pa je odlučeno da se ta predstava izvede i u Subotici. Poslije velikih i kvalitetnih priprema, 28. listopada 1945. godine je održana prva premijera komada 'Matija Gubec' čime je otpočelo s radom novoosnovano Hrvatsko narodno kazalište u Subotici. U tom neosporno zlatnom dobu započetom 1945. godine pripremale su se drame, komedije, operete i opere, od početka pedesetih godina, kada je u Subotici osnovana Opera s baletom. Uslijedila su brojna gostovanja i smotre, a glede pokazanog rezultata nisu izostala zapažena priznanja i prestižne nagrade. Od 1945. do 1995. godine u subotičkom kazalištu premijerno je izvedeno oko 470 predstava, a 90-tak prema djelima hrvatskih pisaca, od koji 26 prema dramskim tekstovima hrvatskih pisaca iz Bačke i Srijema, pridonoseći očuvanju hrvatske narodne svijesti u ovom podneblju. Od pedesetih do sedamdesetih godina XX. st. 'kućni pisac' subotičkog kazališta bio je književnik Matija Poljaković (1909. – 1973.), udaljen iz njega u vrijeme hrvatskog proljeća. Tijekom dva desetljeća izvedeno mu je petnaest dramskih tekstova, od 40-tak koliko ih je napisao. Poljakovićeva pojava ohrabruje i druge koji se žele obznaniti pisanjem kazališnog teksta. To su: Pavao Bačić, Stipan Matijević, čije će scenske predloške dramatizirati Geza Kopunović, zatim Ivica Jakočević, Petko Vojnić Purčar, Đuro Francišković i Ante Vukov. Tijekom prvog desetljeća subotičko Hrvatsko narodno kazalište i kasnije Hrvatska drama ostvarili su zapaženu suradnju i razmjenu s kazališnim scenama ponajprije u Zagrebu i Osijeku, ali također i s beogradskim teatrima, novosadskim Srpskim narodnim pozorištem i kazalištima iz drugih središta. U ovom razdoblju pokrenut je list Naša pozornica – A mi színpadunk, glasilo subotičkog kazališta».
U razdoblju od 1985. do 1995. godine u Subotici su na sceni KPGT, Ljubiša Ristić i njegovi istomišljenici koji zagovaraju koncept tzv. «europskog pučkog teatra». Tada nastaju mnoge zapažene, ali i osporavane predstave poput Madach-komentara, a također i tri kazališna ciklusa visko ocijenjena od stručne kritike, to su: Shakespeare-fest, Moliere-fest i Balkanske tragedije, napose gostovanja uglednih teatara iz Mađarske, Njemačke, Engleske i drugih zemalja. Međutim, ostao je u sjećanju, također, i veliki broj površno urađenih predstava, započetih i uistinu nedovršenih projekata i inscenacija koje su postupno posve udaljile gledatelje iz subotičkog kazališta. Pored potpunog rasula dva dramska ansambla, pri kraju ovoga razdoblja ruiniranost subotičke kazališne zgrade, iznutra i izvana, postala je predmetom stalnih prijepora, pa i teških optužbi, a glavni će protagonist, kada konačno napusti subotički teatar, zaploviti političkim vodama.

Od subotičkog Hrvatskog narodnog kazališta, preko Hrvatske drame i Srpsko-hrvatske drame, do danas je na sceni ostala samo Srpska drama, a hrvatska zajednica u Subotici, Vojvodini i Srbiji ima prigode gledati predstave na hrvatskom jeziku tijekom rijetkih gostovanja kazališnih trupa iz Hrvatske, Mađarske (Pečuh), ili BiH (Tuzla). Budući da do danas, hrvatska zajednica u Subotici, Vojvodini Srbiji nije pokazala spremnost artikulirati i dimenzionirati svoje interese i potrebe glede dramske umjetnosti, posve je neizvjesno kada se može očekivati obnova onoga što se kolokvijalno naziva: «kazališnim životom». Tomu su svoj obol dale gradska, pokrajinska i republička vlast rušeći s proljeća 2007. godine zgradu subotičkog kazališta, a da prije toga nisu odgovorno, financijski i koncepcijski, definirale preduvjete njene obnove, niti uspostave njegova tri dramska ansambla, bolje reći kazališta: mađarskog, hrvatskog i srpskog.

## Poznati suradnici
Tomislav Tanhofer, Jelka Asić, Milan Asić, Žarko Cvejić, Vojmil Rabadan, Bela Tikvicki, Pere Tumbas Hajo, Vjekoslav Vidošević, Stjepan Bartolović, Mirko Huska, Marko Fotez, Branko Gavella, Geza Kopunović, Matija Poljaković, Klara Peić, Eržika Kovačević, Katarina Bačlija, Giza Vuković-Katančić, Marko Peić, Irena Jakočević, Josip Bajić, Emil Karasek, Josip Buljovčić, Tomislav Ketig, Ivan Hetrich, Petar Šarčević, Lazar Merković, Milovan Miković, Đuro Francišković, Vlatko Dulić, Bela Francišković, Ljubiša Ristić, Dragan Klaić, Nada Kokotović, Borka Pavićević, László Vegel, Geza Šabić i ini.

## Vanjske poveznice
- Članak u "Hrvatskoj riječi" Impresivan izbor iz operne o operetne literature
- (srp.) Služba za opće i zajedničke poslove pokrajinskih organa Manjine u Vojvodini
- (srp.) Simbol grada  Arhivirana inačica izvorne stranice od 16. kolovoza 2007. (Wayback Machine)
- (mađ.) SZTE Klebelsberg Könyvtár  Arhivirana inačica izvorne stranice od 5. studenoga 2016. (Wayback Machine) Tibor Pekár: Mikor volt Szabadkán opera?, Zetna, 1999. 9-12.
- (srp.) Međuopćinski zavod za zaštitu spomenika kulture Subotica  Arhivirana inačica izvorne stranice od 5. ožujka 2016. (Wayback Machine)